# Västrarpesjön
Västrarpesjön är en sjö i Klippans kommun i Skåne och ingår i Rönne ås huvudavrinningsområde. Sjön är 1,7 meter djup, har en yta på 0,15 kvadratkilometer och befinner sig 38 meter över havet.